# 帰って来た狸
帰って来た狸（韓国語：돌아온 너구리 （トラオン・ノグリ））は1992年に『ポンポコ』を土台に製作された大韓民国の同人ゲームのアクションゲームである。

## 概要
システム的には『ポムポコ』と似ているが、マップ構造は五つの階になっている。狸はムカデと釘を避けてマップに置かれた食べ物を皆食べなければならない。また、下に落ちてもいけないし他の階に移動するためには梯子に乗る必要がある。疑問符が刻まれた亀を拾えば点数を得たり、蛇が出たりする。もちろん蛇も避けなければならない。
どのステージも50個の面のステージになっており、50面をクリアするとまた1面に戻る。
ムカデと蛇は、左側や右側にだけ移動する。マップに到達する時だけ方向を変えて、他の階に移動する事はない。また、1階の出発点へ来ることもない。移動速度はムカデが蛇よりも速く、ムカデは移動速度の速いものと遅いものの2種類がいる。一部の面ではムカデが階の上部に移動する。

## 操作
- ←→: 左右に移動。
- ↑↓: 梯子に乗る。
- Space Bar: ジャンプ。
- ←Space Bar: 左に長いジャンプ。
- →Space Bar: 右に長いジャンプ。

## イベント

### クリア
- 与えられた食べ物を皆食べると即時発動する。画面がフェードアウトになって、タイムボーナスを計算する画面が出る。

### 死
下のような場合に死イベントが発動する。
- ムカデや蛇に当たる。
- くぎに突かれる。
- 下に落ちる。
- タイムオーバー。

死イベントが発動すれば、狸が逆に落ち、1階に着くと死イベント完了とともに画面がフェードアウトになってライフが一つ減った状態で面の始めから再び始める。ただ、くぎに突かれる場合すぐ死イベントが完了する。

## 点数計算
点数計算は点数になるアイテムを習得する時と面をクリアする時するようになる。
- 一つの面の中で点数になるアイテムを習得すれば下記のように点数を獲得する。

| 回目  | 点数 | 回目  | 点数 | 回目   | 点数  |
| ----- | ---- | ----- | ---- | ------ | ----- |
| 1回目 | 10   | 5回目 | 100  | 9回目  | 1,000 |
| 2回目 | 20   | 6回目 | 200  | 10回目 | 2,000 |
| 3回目 | 30   | 7回目 | 300  | 11回目 | 3,000 |
| 4回目 | 50   | 8回目 | 500  | 12回目 | 5,000 |
13回目からは12回目の点数を適用する。
- クリアの時制限時間1秒当たり20点が加算される。

## その他
- 37面と46面はまったく同じ。